# Рыжехвостый болотный тиранн
Рыжехвостый болотный тиранн (лат. Knipolegus poecilurus) — вид птиц из семейства тиранновых. Выделяют пять подвидов. Первоначально, в 1862 году, птица была описана Филипом Склейтером под биноминальным именем Empidochanes poecilurus.

## Распространение
Обитают в Боливии, Бразилии, Колумбии, Эквадоре, Гайане, Перу и Венесуэле.
Естественной средой обитания этих птиц являются субтропические и тропические влажные равнинные леса, субтропические и тропические высокогорные кустарники, а также бывшие леса. Держатся на высотах от 650 до 3100 м. Не мигрируют.
МСОП присвоил виду охранный статус LC. Его популяция стабильна.